# ŽRK Bjelovar
Ženski rukometni klub "Bjelovar" (ŽRK Bjelovar; RK Bjelovar; Bjelovar) je ženski rukometni klub iz Bjelovara, Bjelovarsko-bilogorska županija. U sezoni 2018./19. klub nastupa u Prvoj hrvatskoj ligi. 

## O klubu
Klub je osnovan 1955. godine kao Rukometna sekcija Društva za tjelesni odgoj "Partizan" (DTO Partizan), ali se poslije skupa s muškim klubom osamostaljuje u Omladinski rukometni klub "Partizan" (ORK "Partizan"). 1963. godine, rukometašice "Partizana" osvajaju prvenstvo Hrvatske. Do raspada SFRJ, klub pretežno igra u nižim ligama na području sjeverne Hrvatske, ne postižući zapaženije rezultate i ostajući u sjeni muškog kluba. 

Osamostaljenjem Hrvatske, klub se pretežno natječe u skupinama 2. HRL i 3. HRL. Od sezone 2014./15. su članice Prve lige. Osvajanjem četvrtog mjesta u sezoni 2017./18., ostvarile su plasman u Challenge kup za sezonu 2018./19. 

## Uspjesi
Prvenstvo SR Hrvatske
- prvakinje: 1963.

Kup Hrvatske
- finalistice: 2021./22.

## Poznate igračice
- Josipa Mamić

## Unutrašnje poveznice
- Bjelovar
- RK Bjelovar

## Vanjske poveznice
- zrkbjelovar.hr - službene stranice  Arhivirana inačica izvorne stranice od 12. studenoga 2018. (Wayback Machine)
- ŽRK Bjelovar, facebook stranica
- ŽRK Bjelovar Fan Club, facebook stranica
- furkisport.hr/hrs, Bjelovar, natjecanja po sezonama
- furkisport.hr/hrs, ŽRK Bjelovar, natjecanja po sezonama
- eurohandball.com, ZRK Bjelovar
- sportilus.com, Ženski rukometni klub Bjelovar
- zvono.eu, ŽRK Bjelovar
- bjelovarac.hr, ŽRK Bjelovar